# Flying Machine
"Flying Machine" is een single van de Britse rockband The Stairs, bestaande uit twee nummers. De single is alleen in de Verenigde Staten uitgebracht. Deze twee nummers verschenen ook op het album Mexican R'n'B. 

## Nummers
1. "Flying Machine" – 3:25
2. "Fall Down The Rain" – 7:23